# Kimbe
Kimbe é a capital da província da Nova Bretanha Ocidental, na Papua-Nova Guiné.